# Các quốc gia có thu nhập trung bình thấp
Các quốc gia có thu nhập trung bình thấp theo cách xác định của Nhóm Ngân hàng Thế giới là những quốc gia có tổng thu nhập quốc gia trên đầu người từ 876 đến 3.465 Dollar Mỹ (USD) một năm.
Năm 2010 trên thế giới có 58 quốc gia và lãnh thổ có thu nhập trung bình thấp. Xem danh sách.